# Phrosinella mongolica
Phrosinella mongolica är en tvåvingeart som beskrevs av Boris Borisovitsch Rohdendorf och Yu. G. Verves 1980. Phrosinella mongolica ingår i släktet Phrosinella och familjen köttflugor.
Artens utbredningsområde är Mongoliet. Inga underarter finns listade i Catalogue of Life.